# The Bucket List
The Bucket List is een Amerikaanse drama-komediefilm uit 2007 geregisseerd door Rob Reiner. De productie werd onder meer genomineerd voor een Grammy Award dankzij het nummer Say van John Mayer.

## Verhaal
Edward Cole (Jack Nicholson) is een steenrijke zakenman. Hij haalt veel voldoening uit zijn werk, maar heeft weinig sociale contacten. Hij was vier keer getrouwd, maar scheidde net zo vaak. Carter Chambers (Morgan Freeman) is al 45 jaar automonteur. Hij was net geschiedenis gaan studeren toen zijn Virginia (Beverly Todd) zwanger bleek, waarop hij zijn ambities liet varen en de verantwoordelijkheid nam voor zijn familie door een baan te gaan zoeken. De mannen komen elkaar tegen wanneer ze op dezelfde kamer worden opgenomen in het ziekenhuis wanneer bij hen beiden kanker wordt geconstateerd.
Cole en Chambers leren elkaar wat kennen en krijgen tijdens gesprekken inzicht in elkaars denkbeelden, terwijl de medische staf ze aan het ene na het andere onderzoek onderwerpt. Op een dag krijgen ze beiden slecht nieuws. De onderzoeken wijzen uit dat de kanker bij geen van hen beiden nog te genezen is. Ze zijn beiden terminaal en hebben nog een half tot een heel jaar te leven. Chambers gooit daarop moedeloos een papiertje weg dat Cole opraapt en leest. Het blijkt een bucketlist, een papiertje waarop Chambers dingen noteerde die hij eens gedaan wilde hebben voor hij sterft (kicked the bucket).
Waar Chambers het papiertje weggooide omdat hij zijn kansen om dingen waar te maken zag vervliegen met de onheilstijding, ziet Cole juíst daarin de reden om nog zo veel mogelijk waar te maken in de weinige tijd die hen nog rest. Geld is geen probleem, want hij heeft er zoveel van dat hij het toch niet op krijgt. Cole haalt zijn nieuwe vriend over en samen gaan de twee terminale patiënten op pad om in sneltreintempo nog zo veel mogelijk wensen waar te maken. Daarbij voldoen ze niet alleen aan hun eigen individuele verlangens, maar gaan ze ook telkens mee in die van de ander, waardoor ze een beetje inzicht krijgen in elkaars kijk op het leven.

## Rolverdeling
| Acteur               | Personage                                                      | Opmerkingen                       |
| -------------------- | -------------------------------------------------------------- | --------------------------------- |
| Jack Nicholson       | Edward Cole                                                    | Steenrijke zakenman               |
| Morgan Freeman       | Carter Chambers                                                | Automonteur                       |
| Sean Hayes           | Wordt aangesproken als Thomas/Tommy, maar zijn naam is Matthew | Persoonlijke assistent van Edward |
| Beverly Todd         | Virginia Chambers                                              | Vrouw van Carter                  |
| Rob Morrow           | Dr. Hollins                                                    | Oncoloog                          |
| Alfonso Freeman      | Roger Chambers                                                 | Zoon van Carter                   |
| Rowena King          | Angelica                                                       | Prostituee                        |
| Brian Copeland       | Lee                                                            |                                   |
| Ian Anthony Dale     | Instructeur                                                    |                                   |
| Jennifer Defrancisco | Emily                                                          |                                   |
| Angela Gardner       | Vrouwelijke administrateur                                     |                                   |
| Noel Gugliemi        | Monteur                                                        |                                   |

## Achtergrond

### Filmlocaties
Deze film is opgenomen in de Amerikaanse staat Californië in de plaatsen Los Angeles en Beverly Hills.

## Nominaties
- 2008 Golden Reel Award
 Genomineerd: Best Sound Editing for Feature Film (Lon Bender & Tim Boggs)

## Trivia
- Een verhaallijn met twee terminaal zieke patiënten die samen nog één keer goed de bloemetjes buiten gaan zetten, kwam eerder voor in de film Hawks (1988) met Timothy Dalton en Anthony Edwards in de hoofdrollen.